# Federatie van Philips Sport Verenigingen
De Federatie van Philips Sport Verenigingen is opgericht in 1928 toen PSV werd omgedoopt in een open vereniging. Tot dan was PSV een vereniging die alleen toegankelijk was voor medewerkers van Philips, een vereniging van en voor het personeel.
In 1913 heeft Philips in Eindhoven sportwedstrijden georganiseerd als viering van het 100-jarig bestaan van de onafhankelijkheid van Nederland. In navolging hierop werd PSV opgericht. Doordat dit ruim vijftien jaar na oprichting een open vereniging werd, werd er een basis gelegd voor twintig takken van sport en zeventien verschillende PSV-verenigingen. Om deze verenigingen een goede basis te geven, werd de federatie opgericht. In 2004 werd de federatie ontbonden.

## Verenigingen ontstaan uit de Federatie
- PSV Atletiek
- PSV Badminton
- PSV Basketbal
- Cricket Club PSV
- Philips Damclub
- PSV Gymnastiek
- PSV Handbal
- Hockeyclub PSV Tegenbosch
- PSV Honk- en Softbalvereniging
- PSV Korfbal
- Rugbyclub Eindhoven PSV
- PSV Schermvereniging
- Tennisclub PSV Tegenbosch
- PSV Voetbal
- Volleybalclub Eindhoven PSV
- PSV Zwemmen en waterpolo